# Hans-Joachim Kappis
Hans-Joachim Kappis (9 de dezembro de 1908 - 31 de dezembro de 1970) foi um oficial alemão que serviu no Deutsches Heer durante a Segunda Guerra Mundial. Foi condecorado com a Cruz de Cavaleiro da Cruz de Ferro com Folhas de Carvalho.

## Condecorações
| Cruz de Ferro (1939) 2ª Classe                                     | 30 de agosto de 1941    |
| Cruz de Ferro (1939) 1ª Classe                                     | 10 de dezembro de 1942  |
| Medalha da Frente Oriental                                         |                         |
| Cruz Germânica em Ouro                                             | 14 de setembro de 1944  |
| Cruz de Cavaleiro da Cruz de Ferro                                 | 18 de fevereiro de 1945 |
| Cruz de Cavaleiro da Cruz de Ferro com Folhas de Carvalho nº (849) | 28 de abril de 1945     |